# Aura (mythologie)

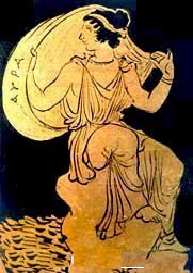
Aura

De Titaanse godin Aura is in de Griekse en Romeinse mythologie de verpersoonlijking van de lichte wind en de koele morgenlucht. Ze is de dochter van de Titaan Lelantos en Periboia, de dochter van Oceanos.

## Mythe
Aura was een metgezel van Artemis, de godin van de jacht. In haar hoogmoed vergeleek ze zichzelf met Artemis, en zei dat Artemis geen maagd kon zijn, en dat zijzelf mooier was dan Artemis. Artemis ontstak hierop in woede, en vroeg Nemesis, de godin van de wraak en ook een dochter van Oceanus, om Aura's lichaam te veranderen in steen. Dit weigerde Nemesis, omdat Aura's ook een Titaan was. In plaats daarvan verwondde Eros Dionysos met een liefdespijl, waarop deze Aura verkrachtte en zij geen maagd meer was. Aura dacht dat ze verkracht was door Pan, de herder. In haar uitzinnige woede hierover vermoordde Aura vele herders.
Dionysus had een tweeling bij haar verwekt, kinderen die ze niet wilde hebben. Na de geboorte verslond ze er een. Het andere kind werd meegenomen door Artemis, die geschokt was door deze kindermoord. Aura wierp zichzelf in de rivier de Sangarios, en werd door Zeus veranderd in een waterbron.Ze staat waarschijnlijk op het schilderij de geboorte van Venus in de armen van Zephyros.